# كناريون أسترالي
كناريون أسترالي (الاسم العلمي:Canarium australianum) هو نوع من النباتات يتبع جنس الكناريون من الفصيلة البخورية.